# دالة مستمرة
الدالة المستمرة أو الدالة المتصلة (بالإنجليزية: Continuous function)‏ هي دالة رياضية تؤدي فيها تغييرات طفيفة في متغيّر الدالّة إلى تغييرات طفيفة في قيمتها. الدالة التي لا تحقّق هذه الخاصّة تدعى (دالة غير مستمرة) أو (دالة منفصلة). بشكل بديهي، فإنّ دالة ما هي مستمرّة إذا استطعنا أن نرسم رسمها البياني بدون رفع القلم عن الورقة، مع أنّ هذا التعريف ليس دقيقًا.
يعتبر موضوع استمراريّة الدوال أحد المواضيع المبدئية والجوهريّة في الطوبولوجيا. في هذه الصفحة، سيكون الحديث عن دالة ذات مصادر وقيم حقيقيّة.
على سبيل المثال، إذا كانت الدالّة {\displaystyle h\left(t\right)} تمثّل ارتفاع زهرة ما في الزمن {\displaystyle t}، فإنّ هذه الدالة مستمرة. في الواقع، فهنالك قول مأثور في الفيزياء الكلاسيكية يقضي بأنّ كل شيء في الطبيعة استمراري (مستمر). وإذا فرضنا أنّ الدالة {\displaystyle m\left(t\right)} تمثّل ارتفاع رصيد حساب في البنك في الزمن {\displaystyle t}، فإنّ قيمة الدالة «تقفز» كلّما تم سحب بعض المال أو إدخاله إلى الحساب، لذا فإنّ هذه الدالّة غير مستمرّة.

## دوال مستمرّة بقيم حقيقيّة
لنفرض دالّة معيّنة بمتغيّر واحد تحوّل أعدادًا حقيقية إلى أعداد حقيقية، وأنّ نطاقها هو مجال فاصل ما (كفترة زمنيّة مثلاً)، مثل الدوال {\displaystyle h} و{\displaystyle m}. بالإمكان رسم دالة كهذه في نظام إحداثي ديكارتي؛ وتكون هذه الدالّة دالة مستمرة إذا ما كان رسمها البياني منحنًى واحدًا غير منقطعًا، بدون «ثغرات» أو «قفزات».
التعريف الأدق هو أنّ الدالة {\displaystyle f} هي دالة مستمرة في نقطة معيّنة، {\displaystyle c}، إذا تحقّقت الشروط التالية:
- أن تكون القيمة {\displaystyle f\left(c\right)} معرّفة، أي أنّ {\displaystyle c} هو عنصر تابع لنطاق الدالّة {\displaystyle f}؛
- هنالك نهاية للدالة {\displaystyle f} عند اقترابها من العدد {\displaystyle c} إمّا من اليمين أو من اليسار وهي تساوي {\displaystyle f\left(c\right)}.

وتدعى الدالّة دالة مستمرّة إذا تحقّق الشرطان أعلاه لكل نقطة في نطاق الدالّة. بشكل عام، نقول أنّ الدالة مستمرة على مجموعة جزئية من نطاق الدالّة، إذا كانت مستمرّة في كل نقطة في هذه المجموعة. تسمية الدالة بدالة مستمرة تعني بشكل عام أنّ الدالة مستمرة لكل الأعداد الحقيقيّة.
كثيرًا ما يستخدم التدوين {\displaystyle C\left(\Omega \right)} أو {\displaystyle C^{0}\left(\Omega \right)} للدلالة على مجموعة كل الدوال المستمرّة في النطاق {\displaystyle \Omega }. على هذا النمط، فينوّه التدوين {\displaystyle C^{1}\left(\Omega \right)} إلى مجموعة الدوال القابلة للمفاضلة والتي مشتقّاتها هي دوال مستمرّة، والتدوين {\displaystyle C^{2}\left(\Omega \right)} إلى مجموعة الدوال القابلة للمفاضلة مرّتين والتي مشتّقاتها الثانية هي دوال مستمرّة، وهكذا دواليك.

## تعريفات وأمثلة
هنالك أكثر من تعريف رياضي واحد لاستمراريّة الدالة، وبالإمكان إثبات تكافئ هذه التعاريف، أي أنّه إذا فرضنا أنّ الدالة مستمرّة وفق أحد التعريفات فبالإمكان برهنة استمراريتها وفق التعريفات الأخرى.

### تعريف الاستمراريّة بحسب كوشي (إبسيلون-دلتا)
بدون اللجوء إلى الحديث عن النقاط الحدوديّة، بالإمكان تعريف الدالة المستمرة بالشكل الآتي:
لننظر مجددًا إلى دالّة {\displaystyle f} بمتغيّر واحد حقيقي قيمها حقيقيّة، ولنفرض أنّ العدد {\displaystyle c} هو أحد عناصر نطاق الدالّة {\displaystyle f}. تكون الدالّة {\displaystyle f} هي دالة مستمرة في النقطة {\displaystyle c} إذا تحقّق أنّ: لكل {\displaystyle \varepsilon >0}، مهما كان صغيرًا، يوجد عدد {\displaystyle \delta >0}، بحيث أنّ لكل {\displaystyle x} في نطاق الدالّة {\displaystyle f} الذي يحقّق {\displaystyle c-\delta <x<c+\delta }، يتحقّق التالي بالنسبة لـ{\displaystyle f\left(x\right)}:
{\displaystyle f\left(c\right)-\varepsilon <f\left(x\right)<f\left(c\right)+\varepsilon }
وبتدوين بديل: إذا كانت المجموعات {\displaystyle I,D}، هي مجموعات جزئية من مجموعة الأعداد الحقيقيّة، {\displaystyle \mathbb {R} }، فإنّ استمراريّة الدالّة {\displaystyle f:I\to D} في النقطة {\displaystyle c\in I} تعني أنّه لكل {\displaystyle \varepsilon >0}، هنالك {\displaystyle \delta >0} يحقّق لكل {\displaystyle x\in I}:
{\displaystyle \left|x-c\right|<\delta \Rightarrow \left|f(x)-f(c)\right|<\varepsilon }
إنّ أوّل من برهن استمراريّة دالّة بهذه الطريقة كان الرياضي أوغستين كوشي. ولتفسير هذا التعريف بصورة بديهيّة: إذا اخترنا أي جوار {\displaystyle \varepsilon }، مهما كان صغيرًا، لـ{\displaystyle f\left(c\right)}، فبالإمكان إيجاد جوار {\displaystyle \delta } لـ{\displaystyle c} بحيث تكون قيم الدالّة في الجوار الأخير موجودة كلّها في الجوار الأوّل.

### تعريف الاستمراريّة بحسب نهايته
أوّل من وضع هذا التعريف كان الرياضي الألماني إدوارد هاينه.
ويقضي التعريف بأنّ الدالّة الحقيقيّة {\displaystyle f} تدعى مستمرّة إذا كانت كلّ متتالية {\displaystyle \left(x_{n}\right)} تحقّق:
{\displaystyle \lim \limits _{n\to \infty }x_{n}=L,}،
أي أنّه إذا كانت نهايتها هي العدد {\displaystyle L}، يتحقّق كذلك:
{\displaystyle \lim \limits _{n\to \infty }f(x_{n})=f\left(L\right)}،
أي أنّ نهاية الدالة عند اقترابها من نهاية المتتالية {\displaystyle \left(x_{n}\right)} تساوي قيمة الدالة في نهاية المتتالية {\displaystyle \left(x_{n}\right)}، أي {\displaystyle f\left(L\right)}. هذا وقد افترضنا في التعريف أعلاه أنّ كل حدود المتتالية، ونهايتها كذلك، كلّها موجودة في نطاق الدالة {\displaystyle f}.

### أمثلة
- كل الدوال متعددة الحدود هي دوال مستمرّة؛
- جميع الدوال النسبية والدوال الأسّيّة والدوال اللوغاريتميّة ودوال الجذر التربيعي والدوال المثلثية ودوال القيمة المطلقة جميعها دوال مستمرّة؛
- هنالك بعض الدوال التي هي غير مستمرّة في أيّة نقطة في نطاقها.أشهرها تسمّى دالة ديريخليه، على اسم العالم الألماني يوهان ديريخليه، وتعريفها كالتالي:

{\displaystyle f(x)={\begin{cases}0{\mbox{ if }}x\in \mathbb {R} \setminus \mathbb {Q} \\1{\mbox{ if }}x\in \mathbb {Q} \end{cases}}}
أي أنّ الدالة تحصل على القيمة 1 لكل {\displaystyle x} ينتمي إلى مجموعة الأعداد النسبية (أي التي بالإمكان كتابتها على شكل كسر عادي أو عدد كسري)، وعلى القيمة{\displaystyle 0} لكل {\displaystyle x} لا ينتمي إلى تلك المجموعة، أي لكل عدد غير نسبي. بالإمكان برهان أنّه على محور الأعداد الحقيقية، يوجد بين كل عددين نسبيين عدد غير نسبي، وبين كل عددين غير نسبيين عدد نسبي. بالاعتماد على هذا، فإنّ دالة ديريخليه هي دالّة غير مستمرّة في أيّة نقطة؛
- بالمقابل، بعض الدوال، كالدالّة الآتية:

{\displaystyle f(x)={\begin{cases}0{\mbox{ if }}x\in \mathbb {R} \setminus \mathbb {Q} \\x{\mbox{ if }}x\in \mathbb {Q} \end{cases}}}
هي دوال مستمرّة في نقطة واحدة فقط. في هذه الحالة فإنّ الدالة مستمرّة في النقطة {\displaystyle x=0}؛
- الدالّة الآتية:

{\displaystyle f(x)={\begin{cases}0{\mbox{ if }}x\leq 0\\1{\mbox{ if }}x>0\end{cases}}}
هي دالّة مستمرّة في كل نقاط نطاقها، ما عدا النقطة {\displaystyle x=0}، لذا فإنّها دالّة غير مستمرّة. فبالإمكان برهنة عدم استمراريتها وفقًا لتعريف كوشي أعلاه: إذا اخترنا {\displaystyle \varepsilon ={\tfrac {1}{2}}}، فلا يمكن أن نجد أيّ جوار {\displaystyle \delta } حول النقطة {\displaystyle x=0} تكون فيها قيم الدالة بين {\displaystyle 0-\varepsilon =-{\tfrac {1}{2}}} وبين {\displaystyle 0+\varepsilon ={\tfrac {1}{2}}}، إذ أنّ {\displaystyle f(x)=1>{\tfrac {1}{2}}} لكل {\displaystyle x>0}.

## خواص الدوال المستمرّة
لنفرض دالّتين مستمرّتين، {\displaystyle f} و{\displaystyle g}، إذًا:
- الدالّتان {\displaystyle f+g} و{\displaystyle f-g} وأي تركيب خطّي لهاتين الدالتين كلّها دوال مستمرّة؛
- الدالّة {\displaystyle f\cdot g} هي دالّة مستمرّة؛
- إذا كانت الدالّة g تحقّق أنّ {\displaystyle g(x)\neq 0} لكل {\displaystyle x} في نطاقها، فإنّ الدالّة {\displaystyle {\tfrac {f}{g}}} هي دالّة مستمرّة؛
- إنّ تركيب الدالتين {\displaystyle f\left(y\right)} و{\displaystyle g\left(x\right)} هو دالّة مستمرّة، أي أنّ الدالّة المركّبة {\displaystyle (f\circ g)(x)=f(g(x))} هي دالّة مستمرّة.

خواص أخرى:
- إذا كانت الدالّة {\displaystyle f\left(x\right)} قابلة للمفاضلة في النقطة {\displaystyle c}، فهي بالضرورة مستمرّة في هذه النقطة. أمّا العكس فليس صحيحًا، فعلى سبيل المثال: الدالّة {\displaystyle f(x)=\left|x\right|} هي دالّة مستمرّة في النقطة {\displaystyle x=0} ولكنّها ليست قابلة للمفاضلة في تلك النقطة؛
- مبرهنة القيمة الوسطية:

إذا كانت الدالّة الحقيقية {\displaystyle f\left(x\right)} مستمرّة على المجال الفاصل المغلق {\displaystyle \left[a,b\right]}، وإذا كان {\displaystyle k} عددًا حقيقيًا بين {\displaystyle f\left(a\right)} و{\displaystyle f\left(b\right)}، فيوجد بالضرورة عدد {\displaystyle c} في المجال الفاصل {\displaystyle \left[a,b\right]} يحقّق: {\displaystyle f(c)=k}.
مثال توضيحي: إذا ازداد طول طفل من 1 متر إلى 1.5 مترًا من جيل سنتين حتّى جيل 6 سنوات، فبالتأكيد كان طول الطفل 1.25 مترًا في نقطة ما من الزمن بين جيل سنتين وجيل 6 سنوات، لأنّ طول الطفل كدالة من الزمن هي دالّة مستمرّة؛
- إحدى النتائج المهمّة من النظرية السابقة:

إذا كانت الدالّة الحقيقية {\displaystyle f\left(x\right)} مستمرّة على المجال الفاصل المغلق {\displaystyle \left[a,b\right]}، وكانت القيمتان {\displaystyle f\left(a\right)} و{\displaystyle f\left(b\right)} تختلفان بالإشارة، فتوجد بالضرورة نقطة {\displaystyle c} في المجال الفاصل {\displaystyle \left[a,b\right]} تحقّق: {\displaystyle f(c)=0}، أي هنالك بالتأكيد نقطة صفرية للدالة f في المجال الفاصل.

## استمرارية أحادية الجهة
قد تكون بعض الدوال مستمرّة من جهّة واحدة فقط، أي من جهّة اليسار أو من جهّة اليمين. وتعرّف الدالّة المستمرّة من اليمين بهذا الشكل: لكل نقطة في نطاق الدالّة، إذا اقتربنا من هذه النقطة من جهّة اليمين فقط، نرى أنّها مستمرّة. من ناحية تعريف كوشي، فإنّه يشبه التعريف الأصلي مع تعديلات بسيطة:
تكون الدالة {\displaystyle f\left(x\right)} مستمرّة في النقطة {\displaystyle x=c} إذا تحقٌق الآتي: لكل {\displaystyle \varepsilon >0}، يوجد {\displaystyle \delta >0} بحيث:
{\displaystyle 0<x-c<\delta \Rightarrow |f(x)-f(c)|<\varepsilon }
أي أنّ الشرط يتحقّق فقط لجميع النقاط في جوار {\displaystyle \delta } الذي يقع إلى يمين النقطة {\displaystyle c}. وتعرّف الاستمراريّة من اليسار بطريقة مشابهة، مع تعديل الشرط إلى الشرط التالي:
{\displaystyle -\delta <x-c<0\Rightarrow |f(x)-f(c)|<\varepsilon }

أ. دالة مستمرّة من اليسار؛ ب. دالة مستمرّة من اليمين

وتكون الدالة مستمرّة إذا وفقط إذا كانت مستمرّة من اليمين وكذلك من اليسار.

### أمثلة
- في بند الأمثلة السابق، ذكرت الدالّة الآتية:

{\displaystyle f(x)={\begin{cases}0{\mbox{ if }}x\leq 0\\1{\mbox{ if }}x>0\end{cases}}}
على أنّها دالّة غير مستمرّة بسبب عدم استمراريّتها في النقطة {\displaystyle x=0}. مع هذا، فإنّ هذه الدالّة هي دالّة مستمرّة من اليسار لكل {\displaystyle x}: لكل نقطة في النطاق، بامكان اختيار جوارًا من جهة اليسار لا نلاحظ فيه أي عدم استمراريّة عند التقدم نحو النقطة فيه. أمّا بالنسبة لاستمراريّة من اليمين فهي لا تتحقّق، لنفس السبب الذي يجعل الدالّة غير مستمرّة.
- إنّ دالة التوزيع التراكمي في نظرية الاحتمالات هي دالّة مستمرّة من اليمين دائمًا.